# Holobomolochus longicaudus
Holobomolochus longicaudus är en kräftdjursart som först beskrevs av R. Cressey 1969.  Holobomolochus longicaudus ingår i släktet Holobomolochus och familjen Bomolochidae. Inga underarter finns listade i Catalogue of Life.